# El vuelo de la paloma
Pour plus de détails, voir Fiche technique et Distribution.
El vuelo de la paloma est un film espagnol réalisé par José Luis García Sánchez, sorti en 1989.

## Fiche technique
- Titre : El vuelo de la paloma
- Réalisation : José Luis García Sánchez
- Scénario : Rafael Azcona et José Luis García Sánchez
- Musique : Mariano Díaz
- Photographie : Fernando Arribas
- Montage : Pablo G. del Amo
- Société de production : Ames Films, Ion Films, Lolafilms et Televisión Española
- Pays :  Espagne
- Genre : Comédie
- Durée : 88 minutes
- Dates de sortie : 
  -  Espagne : 15 février 1989

## Distribution
- Ana Belén : Paloma
- José Sacristán : Pepe
- Juan Luis Galiardo : Luis Doncel
- Juan Echanove : Juancho
- Miguel Rellán : Miguel
- Antonio Resines : Toñito
- Luis Ciges : Columela
- Manuel Huete : Ciri
- José María Cañete : Cañete
- Amparo Valle : Paula
- Juan José Otegui : M. Mella
- Vicente Díez
- Charly Hussey
- Tomás Sáez
- Juan de Pablos
- Manuel Santamaría
- Carmen Arévalo
- Luis Perezagua : Huelguista
- María Adánez : Palomita
- Katia Escribano
- Maitane Sebastian
- Esperanza Martín
- José Alberto Mukudi
- Gerald Manuel
- John Gómez
- Santiago Erimo Rocobo
- José Nsue Luembe

## Distinctions
Le film a été nommé pour cinq prix Goya.